# مارک مک‌کوی
مارک مک‌کوی (انگلیسی: Mark McKoy؛ زادهٔ ۱۰ دسامبر ۱۹۶۱) دونده اهل کانادا است.
از افتخارات وی میتوان به کسب مدال طلا دو ۱۱۰ متر با مانع در بازی‌های المپیک تابستانی ۱۹۹۲ اشاره کرد.